# Angelo d'Acri
Angelo d'Acri, al secolo Lucantonio Falcone (Acri, 19 ottobre 1669 – Acri, 30 ottobre 1739), è stato un presbitero italiano dell'Ordine dei frati minori cappuccini.
È stato beatificato da papa Leone XII che ordinò la pubblicazione del suo decreto di beatificazione il 9 dicembre 1825. È stato canonizzato da papa Francesco il 15 ottobre 2017.

## Biografia
Nacque ad Acri il 19 ottobre 1669 con il nome di Lucantonio Falcone, figlio di Francesco Falcone e di Diana Enrico, persone di umili origini. Educato ed istruito alla vita religiosa dallo zio prete dopo vari tentennamenti, emise la professione dei consigli evangelici, mediante voti accolti dalla Chiesa. Con atto giuridico, scritto di proprio pugno affermava: "Io F.Angelo d'Acri chierico cappuccino che nel secolo mi chiamavo Luca Antonio Falcone, colla presente dichiaro e faccio fede, qualmente oggi 12 novembre 1691 ad ore 18 ho finito l'anno di Probazione, essendo stato un anno intero continuo, così ho fatta la solenne Professione nelle mani del P.Giovanni d'Orsomarso maestro dei novizi.."
Divenne frate minore cappuccino a Belvedere Marittimo, nel locale convento dei Cappuccini. Venne poi ordinato anche sacerdote, dopo gli studi teologici e umanistici. Il 18 dicembre 1694 nella cattedrale di Cosenza fu ordinato diacono e il 10 aprile 1700 fu ordinato sacerdote nella cattedrale di Cassano all'Ionio. La sua opera di divulgazione della parola di Cristo fu colta ma svolta con semplicità per il linguaggio comprensibile a tutti, predicando in quasi tutta l'Italia meridionale: a Salerno, Napoli, Montecassino e in quasi tutte le città o paesi di Calabria quali Cosenza, Catanzaro, Taranto, Reggio Calabria e Messina.
Si schierò dalla parte dei deboli contro gli abusi e le prepotenze dei potenti, castigando la corruzione del suo tempo e denunciando con passione e accanimento le ingiustizie sociali.

## Culto
Angelo d'Acri è considerato santo dalla Chiesa cattolica che lo ricorda il 30 ottobre: è stato canonizzato da papa Francesco il 15 ottobre 2017. 
Alla Congregazione per le cause dei santi sono stati presentati i seguenti miracoli per la beatificazione di Angelo D'Acri:
1. L'immediata guarigione di Marianna Bernaudo, sorella del vicario generale di Bisignano, che dimorava in Acri.
2. La resurrezione di Francesco Sirimarco di Sant'Agata di Esaro.
3. L'istantanea e perfetta guarigione del settenne Pietro Sacco da Bisignano.

Con il concistoro del 23 marzo 2017 papa Francesco ha riconosciuto l'istantanea e perfetta guarigione di un ragazzo risvegliatosi da coma irreversibile dopo un incidente stradale come il miracolo necessario per la sua canonizzazione.